# Liolaemus shehuen
Espèce
Statut de conservation UICN

 LC  : Préoccupation mineure
Liolaemus shehuen est une espèce de sauriens de la famille des Liolaemidae.

## Répartition et habitat
Cette espèce est endémique de la province de Chubut en Argentine. On la trouve entre 800 et 900 m d'altitude. Elle vit dans les dunes de sable avec des roches basaltiques. La végétation est principalement composée de Stipa, Verbena, Mulinum, Nassauvia et Lycium. 

## Publication originale
- Abdala, Díaz-Gómez & Juarez-Heredia, 2012 : From the far reaches of Patagonia: new phylogenetic analyses and description of two new species of the Liolaemus fitzingerii clade (Iguania: Liolaemidae). Zootaxa, no 3301, p. 34–60.